# Skleněný palác
Skleněný palác, lidově Skleňák je údajně jedna z nejkvalitnějších předválečných bytových staveb v Praze. Nachází se v Praze 6-Bubenči, náměstí Svobody č. 728/1. Budova je chráněna jako kulturní památka České republiky.

## Dějiny paláce

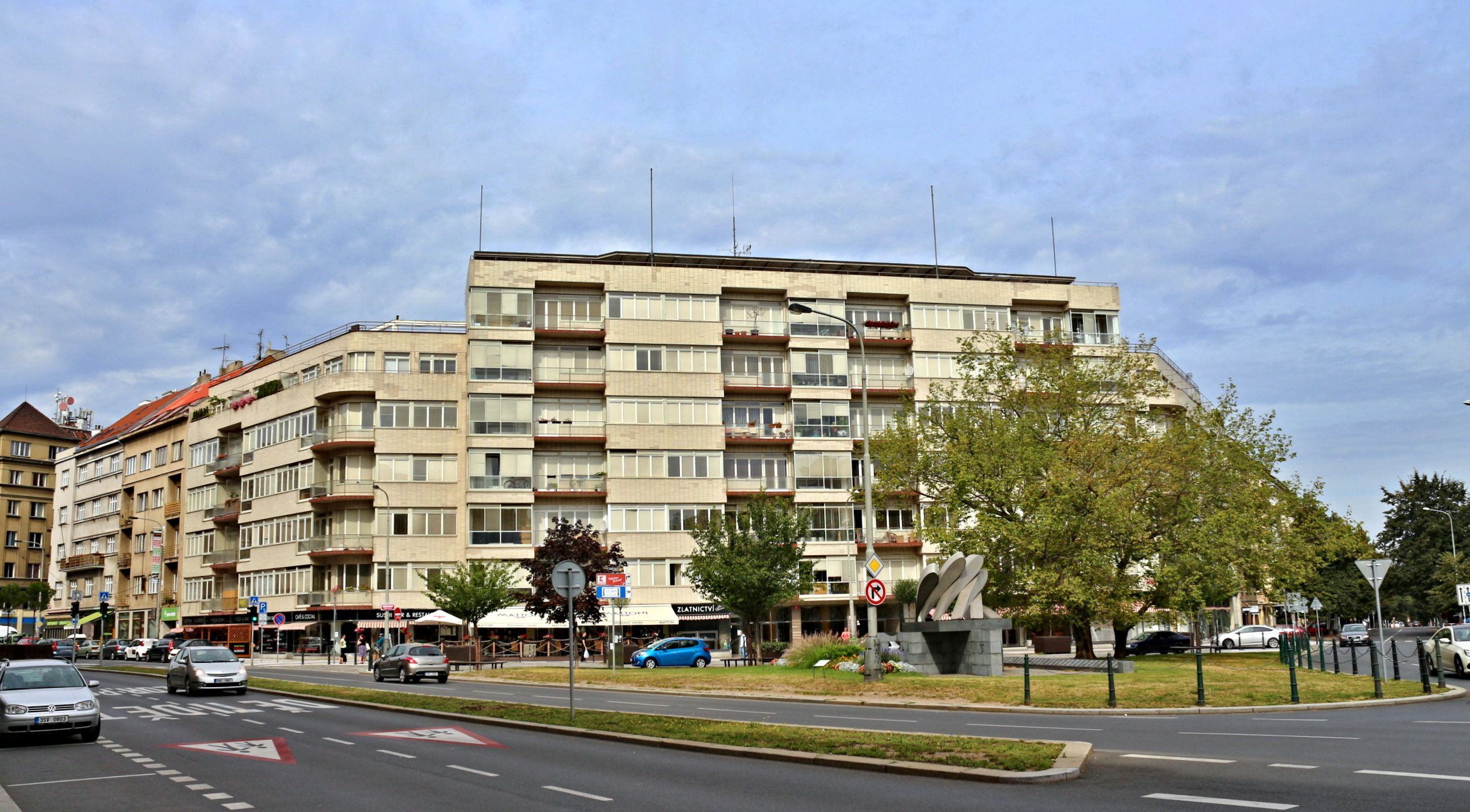
Celkový pohled na Skleněný palác

Byl postaven v letech 1936–1937 podle návrhu architekta Richarda Podzemného jako nájemní dům pro Zemskou banku na základě předchozí užší architektonické soutěže. Tvoří čelo trojúhelníkovitého náměstí Svobody, dříve Dürichovo náměstí.

## Popis
Monumentální dům má lichoběžníkovitý půdorys – do Náměstí Svobody se obrací jeho rozlehlá střední sedmipodlažní část a na ni kose navazují dvě kratší šestipodlažní boční křídla: levé směřuje do ulice Československé armády, pravé do Terronské. Dvůr je upraven jako zahrada, kde býval tenisový kurt a dětské hřiště. Měl bohatě vybavené podzemí – sklepy, prádelna, sušárny a mandlovna, garáže (jen část z toho je v provozu dodnes). Byty jsou různě velké – od garsoniér až po čtyřpokojové, nejvíce (20) je však bytů dvoupokojových, ve všech jsou vestavěné skříňové stěny a topení v podlaze. Většina bytů má buď lodžii nebo zimní zahradu. Rovná střecha budovy sloužila jako rekreační terasa se zahradou.
Konstrukce domu je železobetonová, což však není zvnějšku příliš dobře poznat, neboť to prozrazují jen sloupy ve vstupní hale. Průčelí je přísně symetrické a geometrické. Celé prosklené přízemí domu patří obchodním prostorám, mezi nimi je uprostřed střední části rozlehlá vstupní hala. Ve střední části domu se nad obchodním přízemím střídají sloupce lodžií, zimních zahrad a okenních pásů. Boční křídla už nemají zimní zahrady, ale v místě, kde se ohýbají do přilehlých ulic je tento ohyb zdůrazněn lodžiemi. Většina fasády je prosklená, zbytek je pokryt bílými keramickými dlaždicemi.
Tento na svou dobu velice luxusní obytný dům, nabízející vysoký standard bydlení a zároveň atraktivní i na pohled, si záhy vysloužil přezdívky „Skleněný dům“ nebo dokonce „Skleněný palác“, lidově pak „Skleňák“, které mu vydržely dodnes.

## Současnost
V přízemí Skleněného paláce jsou komerční prostory a svatební síň a informační kancelář Prahy 6.